# Moderne Jugend
Moderne Jugend (Teenage Rebel) ist ein Spielfilm von Edmund Goulding aus dem Jahr 1956. Bei der Oscarverleihung 1957 war der Film für die Oscars für das Kostümdesign und für das Szenenbild nominiert.

## Handlung
Die frisch wiederverheiratete Nancy Fallon hatte, seit sie ihren früheren Mann vor acht Jahren verließ, keinen Kontakt zu ihrer Tochter Dodie. Nun hat sie durch die Heirat wieder das Sorgerecht und bemüht sich das Vertrauen und die Liebe des Teenagers wieder zu erlangen.

## Hintergrund
Der Film ist eine Leinwandadaption des Theaterstücks A Roomful of Roses. Betty Lou Keim war zuvor bereits in dem Theaterstück aufgetreten, bevor sie die Tochter im Film spielte. Die Komödie in zwei Akten von Edith Sommer war im Playhouse Theatre am Broadway
vom 17. Oktober bis Ende Dezember 1955 zu sehen.
Der Spielfilm war der erste Schwarzweißfilm, der in CinemaScope gedreht wurde.

## Kritik
Bei Rotten Tomatoes erreichte der Film eine Publikumszustimmung von 33 Prozent bei weniger als 50 Bewertungen.
Bosley Crowther hielt es für notwendig, dass der Film entgegen dem Originaltitel nicht im Reich von Rock ’n’ Roll, Melodrama und Hokum jugendlicher Straftäter spiele. Es gehe vielmehr um die delikate Beziehung eines Kindes mit einem Elternteil. Der Film konzentriere sich derartig auf diese Beziehung, dass die anderen Darsteller nicht viel mehr als Theatertapete seien.